# 第二音楽室へようこそっ!!
『第二音楽室へようこそっ!!』（だいにおんがくしつへようこそっ）は、2012年8月31日にWHEELより発売されたアダルトゲームである。

## 登場人物

### 主人公
望月 理人（もちづき まさと）

### ヒロイン
如月 歌南（きさらぎ かな）
声 - 夏野こおり
理人の幼馴染。音楽をこよなく愛するヴォーカリストで、音楽部の中心的存在。しかし、それ以外のことには興味を持たず、周りから天才視されていると同時に変人扱いされている。ただし、本人は芸術家は変人視されて当たり前だと思っている。
大河内 沙耶香（おおこうち さやか）
声 - 鈴音華月
長い黒髪を誇る美少女で、 理人とは幼馴染である。昔はおとなしい文学少女だったが、百合に目覚め、妹分を引き連れてはいちゃつくようになってしまった。そのため歌南同様変人扱いされている。音楽部内での担当楽器はアルトサックス。終末は母の経営するジャズバーで演奏している。
木幡 Marianne（こはた マリアンヌ）
声 - 鈴田美夜子
ドイツ人とのハーフである金髪碧眼の美少女で、通称マリー。ピアノとDTMが得意で、作曲家を目指している。
毒舌家で、調子に乗りやすく、さらに中二病であるため、からかわれることが多かった。一時はおとなしくしていたが、 理人と出会ったせいで、再び調子に乗るようになった。
五城 雅（いつしろ みやび）
声 - 南里一花
音楽部部長で、幼少時から習っているバイオリンの腕が自慢である。裕福な家の出でまともなお嬢様のように見えるが、実はギャルゲー大好きで、「フラグ」といったスラングを使うことが多い。
羽場 結花梨（はば ゆかり）
声 - たなかりお
音楽部と吹奏楽部を掛け持ちしている女子生徒。真面目な性格ゆえ、楽しければいいという音楽部になじめずにいる。それでも、音楽部に在籍しているのは、部室に大きな姿見があり、指揮のフォームをチェックすることができるからである。

### その他
神内 紅赤（じんない こうか）
声 - 萌花ちょこ
沙耶香の妹分その1。
神内 茜（じんない あかね）
声 - 萌花ちょこ
沙耶香の妹分その2で、紅赤の双子の妹。
金原 智美（かなはら ともみ）
声 - 鈴谷まや
音楽部顧問で、授業でも音楽の先生を務めている。
大河内 宏美（おおこうち ひろみ）
声 - 香澄りょう
沙耶香の母で、ジャズバーの経営者。
木幡 Charlotte（こはた シャルロッテ）
声 - 鈴田美夜子
マリーの妹で、姉とは対照的にしっかりしている。
伊沢 正嗣（いさわ まさつぐ）
声 - 原田友貴
音楽部部員で、アコースティックギターで作曲をしていることが多い。まともなほうに見えて、恋愛に対しては興味津々である。
伴内 弘樹（ばんない ひろき）
声 - ゆうひ
吹奏楽部顧問であり、音楽部を見守る存在。

## 主題歌
主題歌「Jumping Star」
作詞 - 盛合千鶴子、AKKO / 作曲 - ペーター露伴、盛合千鶴子、ポパン / 編曲 - ペーター露伴 / 歌 - 如月歌南（夏野こおり）